# Max Farenthide
Max Farenthide, vlastním jménem Adrian Nogły (narozen 21. března 1986 v Krakově) je polský DJ a producent.

## Diskografie

### Singly
- Can You Feel It (j-planet, My Music)(2008)
- Slice Me Nice (j-planet, My Music)(2007)
- Get Up (j-planet,My Music)(2007)
- Take My hand (j-planet,My Music)(2007)
- Get Down (j-planet,My Music)(2006)
- Music Revolution (HIT'N'HOT)(2005)
- About you (HIT'N'HOT)(2004)
- Final Countdown (2008)

### Remixy
- East Clubbers – Sextasy (Max Farenthide vs DJ Hubertuse Remix)
- Wet Fingers – Hi Fi Superstar (Max Farenthide vs. DJ Hubertuse Remix)
- K-Tronik – Electro Disco (Max Farenthide vs. DJ Hubertuse Remix)
- Forseco – Calling Girls (Max Farenthide Remix)
- Rock'N'Babes – Get This (Max Farenthide Remix)
- Mbrother vs. Forseco – Diabolissimo (Max Farenthide Remix)
- Powerbasse – Get This Party Started (Max Farenthide rmx)
- Funky The DJ – Sex a Peal (Max Farenthide rmx)
- DJ Magic – Inside (Max Farenthide rmx)
- Raa Fee Gee See – Eo Ea (Max Farenthide Remix)
- C-Bool - Got 2 Know (Max Farenthide vs. DJ Hubertuse Remix)

### Alba
- Academy Of Dance (Universal Music Polska)(2008)
- Karnawał 2008 w rytmie dance (My Music)(2007) – vydáno ve spolupráci s MBrother
- Techno jazda by Max Farenthide (My Music) (2007)